# مهدي أباد (باغستان)
مهدي أباد (بالفارسية: مهدی‌آباد) هي قرية تقع في إيران في Baghestan Rural District. يقدر عدد سكانها بـ 315 نسمة .